# Baranowskiella ehnstromi

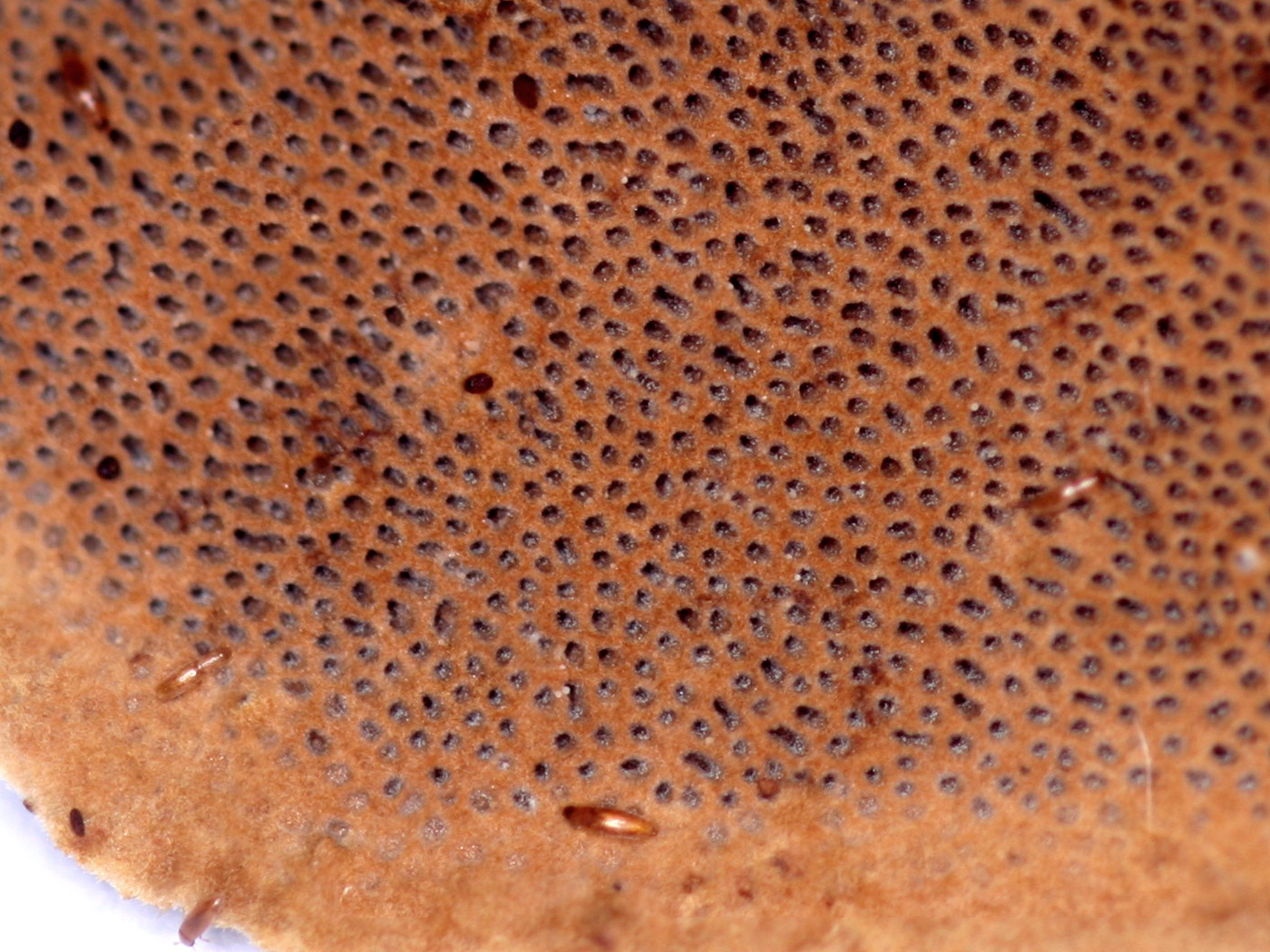
Жуки на грибах Phellinus conchatus

Baranowskiella ehnstromi  (лат.) — вид жуков из семейства перокрылки (Ptiliidae). Мельчайший представитель отряда жесткокрылые в фауне Европы. Единственный вид рода Baranowskiella и первый член трибы Nanosellini, найденный в Старом Свете.

## Распространение
Северная Европа: Норвегия, Финляндия, Швеция.

## Описание
Обитают в трутовых грибах Phellinus conchatus (Pers.: Fr.) Quel (Hymenochaetaceae, Agaricomycetes), растущих на иве козьей (Salix caprea). Длина около 0,49—0,56 мм, тело узкое (в 3,3—3,7 раза длиннее своей ширины, что рекордно для всех ранее известных европейских видов перокрылок). Усики состоят из 10 члеников, 9-й и 10-й сегменты формируют булаву (у всех других европейских видов семейства усики 11-члениковые). Окраска коричневая (голова темнее).
Другими отличительными признаками являются мезококсальный микангий и вентероэлитрально-метэпимеральный стридуляторный механизм, уникальный среди Ptiliidae и неизвестный среди других Staphylinoidea, что, возможно, связано с адаптацией к жизни в споровместилищах плодовых тел трутовых грибов.

## Этимология
B. ehnstromi был впервые описан в 1997 году колеоптерологом Микаэлом Соренссоном (Mikael Sörensson, специализирующемся на Ptiliidae) и назван в честь энтомолога Бенгта Энстрёма (Bengt Ehnström). Родовое название Baranowskiella дано в честь энтомолога Rickard Baranowski (Hoor, Швеция).